# (35984) 1999 NK7
1999 NK7 (asteroide 35984) é um asteroide da cintura principal. Possui uma excentricidade de 0.18427800 e uma inclinação de 9.65492º.
Este asteroide foi descoberto no dia 13 de julho de 1999 por LINEAR em Socorro.